# Candeal
Candeal là một đô thị thuộc bang Bahia, Brasil. Đô thị này có diện tích 455,278 km², dân số năm 2007 là 9011 người, mật độ 19,79 người/km².